# Azzurra Volley Firenze
L'Azzurra Volley Firenze è una società pallavolistica femminile italiana con sede a Firenze: milita nel campionato di Serie A1.

## Storia
Il Volleyball Arci San Casciano viene fondato nel 1975, denominazione che mantiene fino al 1986, cambiandola poi in Azzurra Volley San Casciano: dopo aver raggiunto la Serie B2, al termine della stagione 2001-02, grazie al primo posto in classifica, conquista la promozione in Serie B1. Dopo un primo periodo di assestamento, nell'annata 2005-06, raggiunge per la prima volta i play-off promozione, venendo però eliminata al primo turno: la squadra continua a mantersi nelle zone alte della classifica anche nei campionati successivi, sfiorando la promozione in Serie A2 nella stagione 2010-11 quando viene sconfitta nella finale dei play-off promozione: tuttavia l'evento è solo rimandato all'annata seguente, quando il primo posto in classifica, consente alla squadra l'accesso al campionato cadetto.
Nella stagione 2012-13 partecipa per la prima volta ad un campionato professionistico, ossia quello di Serie A2, mentre in quella successiva vince il suo primo trofeo, la Coppa Italia di categoria, oltre ad ottenere la promozione in Serie A1, grazie alla vittoria dei play-off promozione. Al termine dell'annata 2015-16, a seguito del penultimo posto in classifica, retrocede in Serie A2: tuttavia la squadra viene ripescata in Serie A1 per disputare l'annata 2016-17, raggiungendo per la prima volta i play-off scudetto, eliminata ai quarti di finale. Nella stagione 2020-21 partecipa per la prima volta alla Supercoppa italiana, venendo eliminata nei quarti di finale.
Nel 2022 trasferisce la propria sede a Firenze, cambiando denominazione in Azzurra Volley Firenze.

## Rosa 2025-2026
| N° | Nome                | Ruolo | Data di nascita  | Nazionalità sportiva |
| -- | ------------------- | ----- | ---------------- | -------------------- |
| 1  | Nausica Acciarri    | C     | 25 agosto 2004   | Italia               |
| 4  | Rachele Morello     | P     | 7 novembre 2000  | Italia               |
| 5  | Sofia Valoppi       | L     | 29 luglio 2003   | Italia               |
| 6  | Bianca Bertolino    | S     | 4 luglio 2002    | Argentina            |
| 7  | Agata Zuccarelli    | O     | 27 febbraio 1995 | Italia               |
| 8  | Alessandra Colzi    | C     | 1º maggio 1997   | Italia               |
| 9  | Francesca Villani   | S     | 30 maggio 1995   | Italia               |
| 10 | Jolien Knollema     | S     | 5 gennaio 2003   | Paesi Bassi          |
| 12 | Ana Malešević       | C     | 30 marzo 2002    | Serbia               |
| 13 | Vanja Bukilić       | O     | 13 giugno 1999   | Serbia               |
| 14 | Alice Tanase        | S     | 25 maggio 2000   | Italia               |
| 15 | Begüm Kaçmaz        | C     | 26 aprile 2007   | Turchia              |
| 17 | Bianca Lapini       | L     | 13 luglio 2002   | Italia               |
| 19 | Beatrice Agrifoglio | P     | 1º gennaio 1994  | Italia               |

## Palmarès
- Coppa Italia di Serie A2: 1

2013-14